# Sthenias poleti
Sthenias poleti är en skalbaggsart som beskrevs av Le Moult 1938. Sthenias poleti ingår i släktet Sthenias och familjen långhorningar.
Artens utbredningsområde är Gabon. Inga underarter finns listade i Catalogue of Life.